# Фейервари, Геза
Геза Фейервари фон Комлош-Керестеш (нем. Fejérváry von Komlás-Keresztes; 15 марта 1833, Яромерж — 25 апреля 1914, Вена) — венгерский генерал и политический деятель. Барон с 1862 года.

## Биография
В 1859 году принял участие в итальянском походе; в 1872 году перешёл в гонвед и вслед за тем поступил в венгерское министерство народной обороны (иначе — министерство гонведов).
В 1884 году назначен на место Орци венгерским министром народной обороны в кабинете Тисы; тот же портфель он сохранил и после падения Тисы в кабинетах Сапари (1890—1892), Векерле (1892—1895), Банфи (1895—1898) и Селля (с 1899 года), но подал в отставку в марте 1902 года вследствие вступления в министерство всегда враждебного ему депутата Горанского; однако по просьбе самого императора и после примирительных переговоров с Горанским при посредничестве Селля взял свою отставку обратно.
В 1888 году ему был предложен пост имперского военного министра, но он не принял его по просьбе Тисы, считавшего его незаменимым на посту венгерского министра народной обороны. В течение 19 лет управляя министерством в разных кабинетах, Фейервари произвел значительные реформы в организации венгерских гонведов и поставил их на весьма значительную высоту.
Он состоял членом палаты магнатов венгерского сейма. Вышел в отставку вместе с кабинетом Селля 26 июня 1903 года. Когда Тиса довел страну до конституционного кризиса (с 1 января 1905 года) и все-таки не мог удержаться у власти, Фейервари сформировал новый кабинет (июнь 1905 года), управлявший вопреки парламенту, без утвержденного бюджета, пока корона и оппозиция не пошли друг другу на встречу, и создалась возможность нового кабинета Векерле (апрель 1906 года).